# Frank Underwood
Francis "Frank" Joseph Underwood è un personaggio della serie televisiva House of Cards - Gli intrighi del potere, interpretato da Kevin Spacey e ispirato a Francis Urquhart.

## Descrizione
Nato a Gaffney, in Carolina del Sud, il 5 novembre 1959, studia come cadetto al collegio militare The Sentinel prima di specializzarsi in legge alla Harvard Law School. In pubblico ha dichiarato di aver sofferto moltissimo per aver perso il padre all'età di soli 43 anni per un infarto, anche se in realtà non lo conosceva molto e lo stimava decisamente poco.
Entra in politica molto giovane quando a 25 anni è eletto membro del Senato locale della Carolina del Sud. Nonostante sia sposato, ci sono dubbi sulla sua presunta bisessualità, dopo che si è scoperta una vecchia relazione con un amico durante l'università e quella con la sua guardia del corpo, finché essa non diventa manifesta nel tempo. Durante la serie Underwood si rivolge diverse volte direttamente al pubblico, rendendo partecipi gli spettatori delle sue opinioni oppure anticipando le mosse degli interlocutori.
Frank è un uomo temuto e rispettato dai colleghi e dagli oppositori. Con la moglie Claire ha una relazione forte, legata al fatto che entrambi hanno convenuto di mettere le rispettive carriere davanti a tutto. Trascurandola troppo però si renderà conto che Claire può diventare molto pericolosa, soprattutto se i suoi affari politici si mescolano con quelli professionali della donna.

## Biografia del personaggio

### Prima stagione
Frank Underwood è stato eletto per l'undicesima volta consecutiva deputato al Congresso nel V Distretto della Carolina del Sud, ma è stanco delle faccende parlamentari e vorrebbe fare il grande salto. L'occasione giusta gli si presenta quando Garrett Allan Walker intende candidarsi alla presidenza degli Stati Uniti dopo Barack Obama: Frank assume il controllo della sua campagna, ottenendo da Walker la promessa della nomina a Segretario di Stato in caso di vittoria.
Walker viene eletto, ma a sorpresa decide che il posto di Segretario di Stato andrà a Michael Kern perché ha ritenuto opportuno che Frank rimanga al Congresso per assicurare l'approvazione delle leggi. Deluso dall'improvviso cambio di rotta e consapevole che è giunto il momento di ambire alle posizioni che contano, Frank decide di mettere in atto un piano per eliminare tutti coloro i quali gli hanno remato contro. A dargli man forte la moglie Claire (Robin Wright), da sempre assetata del potere che un marito presidente potrebbe darle, il fido braccio destro Doug Stamper (Michael J. Kelly), e la giornalista Zoe Barnes (Kate Mara), conosciuta per caso durante una prima a teatro. Sfruttando le ambizioni della giovane reporter, Frank comincia a farle avere esclusive top secret come la bozza della discussa riforma dell'istruzione. Per assicurarsi la fedeltà della ragazza, Frank diventa anche il suo amante e le fa credere di poterla soddisfare in tutto. Grazie alla scoperta del vecchio editoriale di un giornale del college, Frank riesce a ottenere le dimissioni di Kern da Segretario di Stato e a far dirottare al suo posto Catherine Durant, una donna molto vicina a lui. Tra le pedine di Frank, Remy Danton (Mahershala Ali), avvocato per Glendon Hill, lobbista per la compagnia di gas SanCorp e, un tempo, direttore della comunicazione del suo staff, cosa che provocherà tra i due non poche tensioni.
Successivamente Frank mette nel mirino il 48º Vicepresidente, Jim Matthews, successore di Joe Biden. Matthews per accettare l'incarico ha lasciato vacante il posto di governatore della Pennsylvania. Frank convince il giovane deputato Peter Russo (Corey Stoll) a candidarsi come governatore e conduce personalmente la sua campagna elettorale. L'intenzione però è quella di sfruttare le debolezze caratteriali di Peter, falcidiato da problemi di alcol e droga, per farlo estromettere dalla campagna e costringere Matthews a lasciare la vicepresidenza per evitare una vittoria repubblicana. Di fronte alla tenacia di Peter, il quale non intende mollare una campagna elettorale ormai irrimediabilmente compromessa, Frank lo uccide avviandogli l'automobile chiusa in un garage con lui svenuto dentro, inscenando così un suicidio.
L'ultimo ostacolo che si para davanti a Frank sulla strada verso la vicepresidenza è Raymond Tusk (Gerald McRaney), un imprenditore nel settore del nucleare cui il presidente Walker ha intenzione di affidare l'incarico. Frank viene mandato in avanscoperta e scopre che in realtà era tutto un trucco: il presidente voleva proprio Frank come vice, mentre Tusk era solo colui il quale doveva dare il proprio parere a Walker sull'idea. Frank si dimostra leale al presidente ed è per questo motivo che Walker lo nomina vicepresidente, col benestare di Tusk inizialmente contrario.
Nel finale di stagione, Underwood è nominato Vicepresidente in sostituzione di Matthews.
Intanto, Lucas Goodwin (Sebastian Arcelus), ignorando gli ammonimenti dello scettico capo Tom Hammerschmidt (Boris McGiver) che non crede in un possibile scoop, aiuta l'ex collega Zoe con la quale instaura una relazione: i due amanti hanno sempre più dubbi su Frank per la morte di Russo, e con l'aiuto di Janine Skorsky (Constance Zimmer) cominciano a indagare su di lui.

### Seconda stagione
Underwood assume la posizione di 49º Vicepresidente degli Stati Uniti, e Claire diviene la 39^ Second Lady. Nel corso dei mesi, Frank affronta sfide con ambiziosi uomini d'affari, contro il governo cinese e il Congresso stesso, continuando a perseguire le proprie aspirazioni politiche. La trama ruota intorno alle battaglie contro il miliardario Raymond Tusk, che cerca di mantenere la sua posizione come braccio destro di Walker, e contro l'ex direttore della comunicazione Remy Danton, che ora è un lobbista alle dipendenze di Tusk.
All'inizio del suo mandato, Underwood sta cercando di cancellare tutti i collegamenti con la morte di Russo gettando sotto a un treno Barnes, e facendo arrestare il suo amante Lucas Goodwin per cyberterrorismo. Skorsky, terrorizzata, si tira indietro.
Un altro compito iniziale di Underwood è provvedere alla propria sostituzione come Chief Whip sostenendo Jacqueline "Jackie" Sharp (Molly Parker), amante di Remy Danton.
Verso ottobre, Underwood deve fronteggiare le accuse del procuratore generale Heather Dunbar (Elizabeth Marvel) in merito a flussi di "denaro sporco" dalla Cina per sostenere il Partito Democratico e Walker. Frank non è implicato in ciò, è innocente, così come ne è ignaro e innocente lo stesso Walker: il vero e unico colpevole è Tusk, amico del Presidente. Frank però vi vede un'opportunità sia per sbarazzarsi di Tusk sia per orchestrare la caduta di Walker, pur sostenendolo pubblicamente. Così, il 30, Walker, distrutto mediaticamente, si dimette permettendo a Frank di succedergli come 46º Presidente degli Stati Uniti d'America.

### Terza stagione
La stagione inizia con Frank alla presidenza ma, appena sei mesi dopo l'inizio del suo mandato, è impopolare tra i cittadini e il Congresso sta bloccando i suoi tentativi di avanzare proposte legislative. Egli ha intenzione di lasciare come eredità un'importante riforma del lavoro chiamata America Works ma la leadership democratica del Congresso si rifiuta di sostenerlo comunicandogli il mancato sostegno alle prossime elezioni del 2016. Frank ha scelto il mite e remissivo Donald Blythe come 50º Vicepresidente, e nomina Claire (già 55^ First Lady ma frustrata per la mancanza di vero potere) Ambasciatore degli Stati Uniti alle Nazioni Unite, ma lui a malincuore dovrà revocare la sua nomina dopo che lei fa una gaffe durante un'udienza del Senato e dopo che, facendosi ingannare dal presidente russo Viktor Petrov, commette un errore di valutazione.
Frank annuncia che non correrà per la rielezione ma ha già un piano: sa che, quando non riuscirà a ottenere un disegno di legge al Congresso, potrà usarlo come motivo per rimangiarsi la promessa di non ricandidarsi nel 2016. Il procuratore generale Heather Dunbar annuncia che correrà per la nomina presidenziale dando battaglia ad Underwood. Dopo un dibattito presidenziale in cui Frank umilia pubblicamente la Chief Whip, Jackie Sharp, quest'ultima si vendica sostenendo la campagna di Dunbar, che tuttavia perderà le primarie in Iowa contro il Presidente, che così è in vantaggio per divenire il candidato democratico alla corsa presidenziale del 2016.
Nel frattempo, il matrimonio degli Underwood sta vacillando. Claire comincia a mettere in discussione il suo amore verso il marito e il tutto sfocia in una drammatica lite nello Studio Ovale in cui il marito le dice che lei è niente senza di lui, portando la donna a lasciarlo, alla vigilia del voto in New Hampshire.

### Quarta stagione
Underwood si rende conto che ha bisogno di Claire per vincere e la convince a tornare con la promessa di sostenere la sua candidatura per un distretto congressuale in Texas, campagna per la quale la donna si affida alla stratega LeAnn Harvey (Neve Campbell). In realtà Frank sabota Claire, e tra i due coniugi inizia una serie di ripicche e vendette fino a quando la moglie fa la sua proposta: lei appoggerà la campagna di Frank ma solo alla condizione di correre con lui come 51º Vicepresidente. Frank respinge con rabbia l'idea.
Lucas Goodwin è uscito dal carcere ed è in cerca di vendetta per la morte di Barnes; durante un comizio pubblico spara a Frank colpendolo al fegato e uccidendo il capo dei servizi segreti Meechum, che tuttavia, prima di soccombere alle sue ferite, riesce a ferirlo mortalmente. Underwood viene ricoverato in ospedale per un intervento chirurgico immediato e cade in coma ma presto si scopre che ha bisogno di un trapianto di fegato. Stamper riesce a collocarlo in cima alla lista dei trapianti salvandogli la vita e, una volta ripresosi, Frank accetta di lasciare che Claire si candidi come suo Vicepresidente.
Dunbar ha abbandonato la corsa a causa della pubblica scoperta di un incontro che lei aveva avuto con Goodwin pochi giorni prima dell'attentato alla vita del Presidente. Gli Underwood vincono le primarie, e Claire, oltre che 55^ First Lady, ora è pure candidata ufficialmente come 51º Vicepresidente. Frank, affidandosi contro il parere di Doug all'appaltatore NSA Aidan Macallan (Damian Young), amico di LeAnn, consigliatogli proprio da lei, pianifica di utilizzare la NSA per ottenere illegalmente informazioni dagli elettori e per spiare il candidato repubblicano, Will Conway (Joel Kinnaman). Questo accade mentre Frank e Claire lottano insieme per una legge controversa sul controllo delle armi, al solo scopo di creare un'atmosfera abbastanza divisoria.
Quando un gruppo di americani, estremisti fedeli al gruppo terrorista Islamico Caliphate Organization (ICO), rapisce una famiglia di periferia, Underwood permette a Conway di negoziare con loro, ma rendendo involontariamente il suo avversario un eroe agli occhi dei cittadini. Poco dopo, inoltre, Underwood viene colpito da due crisi contemporaneamente: il leader di ICO ordina ai suoi seguaci di uccidere uno degli ostaggi e il giornalista Tom Hammerschmidt, deciso a rendere giustizia a Barnes e Goodwin, espone i crimini di Underwood nel quotidiano Washington Herald. Di fronte al disonore e a un possibile impeachment, Frank decide di dichiarare guerra all'ICO e consentire al pubblico di vedere l'ostaggio morire, al fine di distrarlo dallo scandalo creando un'atmosfera di timore diffuso che lui e la moglie possono sfruttare nelle settimane prima dell'elezione.
Nel finale di stagione, Frank si rivolge come di consueto agli spettatori ma, per la prima volta, anche Claire rompe la quarta parete, guardando al pubblico assieme al marito ma rimanendo in silenzio, mentre lui dice: "noi non subiamo il terrore. Noi creiamo il terrore".

### Quinta stagione
Nei giorni antecedenti alle elezioni, Underwood spinge il Congresso a dichiarare formalmente guerra all'ICO e ordina alla CIA di uccidere uno dei terroristi e far sembrare che sia morto durante la cattura. Underwood è ancora in svantaggio nei sondaggi e la notte delle elezioni sembra perdere contro Conway ma, con l'aiuto di Stamper e della stratega della campagna LeAnn Harvey, ordina all'appaltatore NSA Aidan Macallan di organizzare un attacco informatico in diversi seggi elettorali. Frank utilizza anche il timore di un possibile attacco terroristico per pressare i governatori del Tennessee e l'Ohio per fermare la votazione. Il piano funziona e i due Stati si rifiutano di dichiarare un vincitore trascinando così l'elezione irrisolta per diverse settimane, come aveva previsto.
La Presidenza Underwood viene dichiarata terminata ma, poiché le elezioni sono state sospese e né Frank né Conway hanno ricevuto abbastanza voti, viene nominata "Presidente facente funzioni" Claire. Frank tenta di convincere il deputato dell'Arizona Alex Romero a votare a suo favore, ma, quando Frank si rifiuta di aiutarlo, Romero forma un comitato per metterlo sotto accusa.
Gli Underwood, assieme al responsabile della campagna di Conway, Mark Usher (Campbell Scott), scoprono come mettere fuori gioco il candidato repubblicano, grazie a una registrazione audio di Conway che inveisce verso un pilota e di un audio dove il suo compagno Ted Brockhart (Colm Feore) minaccia di uccidere Frank. Una volta che Usher comincia a lavorare per loro, vengono pubblicati i nastri che costano a Conway l'elezione. Underwood è ora Presidente eletto, ma il suo passato ancora una volta torna a perseguitarlo quando Hammerschmidt scrive una storia che lo collega alla morte di Zoe Barnes.
Quando il comitato di Romero intensifica la sua indagine, Underwood tenta di deviare l'attenzione del pubblico sulle truppe inviate in Siria col pretesto di prevenire un attacco terroristico. Ciò provoca la reazione del Segretario di Stato Durant che decide di testimoniare contro di lui; prima che lei possa farlo tuttavia, Frank la spinge giù da una rampa di scale, mandandola in coma. Dopo che l'ex Presidente Walker testimonia circa il ruolo di Underwood nel riciclaggio dei soldi cinesi che tre anni fa lo portò a dimettersi, Frank sbalordisce il comitato dichiarando che si dimetterà dalla presidenza. Quando Claire gli chiede una spiegazione, Underwood rivela che la sua rassegnazione è parte di un piano per garantire che essi possano controllare il Paese negli anni a venire: Claire dalla Casa Bianca e lui dal settore privato. Il fidato Stamper, inoltre, viene convinto dagli Underwood a confessare di aver ucciso Barnes e Russo. Claire rompe altre due volte la quarta parete e in una di queste si rivolge per la prima volta da sola al pubblico, mostrando di acquisire sempre più consapevolezza di sé.
Per il piano di Underwood è tuttavia necessario che Claire dia la grazia presidenziale a lui e Stamper. Ricevendo la promessa da quest'ultima, Frank ratifica le dimissioni: adesso lei è il 47º Presidente, e lui il 1° First Gentleman degli Stati Uniti d'America.
Tuttavia Claire non fa alcuna menzione di loro durante il suo primo discorso alla nazione. Infuriato, Frank, trasferitosi in albergo, la chiama diverse volte, ma ogni volta lei lo rifiuta facendogli pensare di essere stato abbandonato. Lui rompe la quarta parete e dice: "Se non mi perdona, la uccido". Nello stesso istante Claire si appropria dello Studio Ovale e, rivolgendosi allo spettatore, parlandogli per la seconda volta, dice che ora è arrivato il suo turno.

### Sesta stagione
Con l'apertura della sesta stagione si scoprono molte cose: sono passati 100 giorni da quando Claire ha assunto la presidenza e Frank è morto in circostanze non del tutto chiarite, dopo che una notte si è presentato furioso alla Casa Bianca urlando alla donna di rispettare il piano.
La presidenza è dura, per Claire Underwood: non è amata, né il fatto che sia vedova la aiuta nei sondaggi. Mark Usher le sta accanto come 52º Vicepresidente, ma tra i due non scatta il feeling, anzi.
Da subito si viene a sapere che Frank era in affari coi fratelli Bill e Annette Shepherd, due ereditieri miliardari coi quali gli Underwood erano amici da molti anni. Ai due Frank aveva promesso una legge sul petrolio con la quale gli Underwood avrebbero assunto il controllo sia della Casa Bianca che del settore privato, come lui progettava da mesi: è una promessa che Claire non intende mantenere, né vuole accettare altri compromessi fatti dal defunto marito, e ciò le costerà l'inimicizia dei potenti fratelli, di cui il Vicepresidente Usher è segreto alleato, oltre che amante di Annette.
La Presidente nasconde un segreto: è incinta della figlia di Frank, concepita col suo sperma congelato dopo la sua morte.
Frattanto, Hammerschmidt e Skorsky continuano a indagare sull'ex presidente, così come troll virtuali (forse manovrati da Petrov) fanno trapelare su internet i suoi crimini: Claire è costretta a smarcarsi dall'indifendibile marito. Inoltre si scopre che Frank teneva, da cinque anni, un diario audio, sul quale registrava con la propria voce tutte le sue imprese criminali, secondo la sua personale filosofia di vita: Doug comincia a far trapelare stralci di questo diario per ricattare Claire e impedirle d'infangare la memoria dell'ex presidente, ma ottiene l'effetto opposto.
La Presidente, per divincolarsi dall'indifendibile coniuge defunto, deve tenere una posizione di condanna e distacco, tanto da rinunciare al cognome Underwood e presentarsi agli occhi del mondo come Presidente Hale.
Alla fine Doug le rivela che è stato proprio lui, il fedele braccio destro di Frank, che ha preso la decisione di assassinarlo, una notte in cui l'ex presidente ha mostrato l'intenzione di uccidere la moglie alla Casa Bianca. Il fedele Stamper non poteva permettere che colui al quale aveva dato tutto, colui col quale aveva progettato meticolosamente una carriera politica, diventasse l'assassino più famoso d'America e del mondo, e ha deciso di ucciderlo per proteggere il nome e l'eredità di Francis J. Underwood. Schiacciato dal peso di quello che ha fatto, l'uomo minaccia Claire con un tagliacarte per pentirsene subito e scusarsi, ma la donna glielo strappa dalle mani e lo pugnala uccidendolo, consolandolo negli ultimi istanti di vita, provando compassione per l'uomo che, esattamente come lei, per anni era stato vittima succube di un sociopatico assetato di potere.